# Emilio Osmeña
Emilio Mario Renner Osmeña (Cebu City, 11 september 1938 – aldaar, 19 juli 2021), ook wel bekend als Lito Osmeña was een Filipijns politicus. Osmeña was van 1988 tot 1992 gouverneur van de provincie Cebu. In 1992 deed hij mee aan de verkiezingen voor vicepresident, maar verloor hij van Joseph Estrada. Van 1993 tot 1997 was hij werkzaam als economisch adviseur van president Fidel Ramos. In 1998 deed hij een gooi naar het presidentschap. Hij verloor echter opnieuw van Estrada. Bij de verkiezingen van 2010 deed Osmeña mee aan de senaatsverkiezingen, maar kreeg onvoldoende stemmen.
Osmeña was de oprichter en voorzitter van de politieke partij PROMDI (Probinsya Muna Development Initiative or Provinces First Development Initiative). Hij was een kleinzoon van voormalig Filipijns president Sergio Osmeña en de jongere broer van voormalig senator John Henry Osmeña.
Osmeña overleed op 82-jarige leeftijd.